# Bachia bresslaui
Bachia bresslaui е вид влечуго от семейство Gymnophthalmidae. Видът е уязвим и сериозно застрашен от изчезване.

## Разпространение
Разпространен е в Бразилия и Парагвай.